# Table des caractères Unicode/U10E80
Cette page contient des caractères spéciaux ou non latins. S’ils s’affichent mal (▯, ?, etc.), consultez la page d’aide Unicode.
Table des caractères Unicode U+10E80 à U+10EFF.

## Yézidi(Unicode 13.0)
Caractères utilisées pour l'écriture avec l'abjad yézidi (écrit de droite à gauche). Comprend les lettres de base, des signes diacritiques génériques, un signe de ponctuation et des lettres historiques combinées avec un diacritique spécifique.

### Table des caractères
| en fr   | 0 | 1 | 2 | 3 | 4 | 5 | 6 | 7 | 8 | 9 | A | B | C | D | E | F |
| ------- | - | - | - | - | - | - | - | - | - | - | - | - | - | - | - | - |
| U+10E80 | 𐺀 | 𐺁 | 𐺂 | 𐺃 | 𐺄 | 𐺅 | 𐺆 | 𐺇 | 𐺈 | 𐺉 | 𐺊 | 𐺋 | 𐺌 | 𐺍 | 𐺎 | 𐺏 |
| U+10E90 | 𐺐 | 𐺑 | 𐺒 | 𐺓 | 𐺔 | 𐺕 | 𐺖 | 𐺗 | 𐺘 | 𐺙 | 𐺚 | 𐺛 | 𐺜 | 𐺝 | 𐺞 | 𐺟 |
| U+10EA0 | 𐺠 | 𐺡 | 𐺢 | 𐺣 | 𐺤 | 𐺥 | 𐺦 | 𐺧 | 𐺨 | 𐺩 |   | 𐺀𐺫 | 𐺀𐺬 | 𐺭 |   |   |
| U+10EB0 | 𐺰 | 𐺱 |   |   |   |   |   |   |   |   |   |   |   |   |   |   |